# کاملی کاریون
کاملی کاریون (انگلیسی: Camille Carrión؛ زادهٔ ۳۰ مارس ۱۹۴۶) هنرپیشه، شخصیت رادیویی, معلم مدیتیشن اهل ایالات متحده آمریکا است.